# گمینا ماکوو
گمینا ماکوو (به لهستانی:  Gmina Maków) یک گمینا در لهستان است که در شهرستان اسکرینه‌ویتسه واقع شده‌است. گمینا ماکوو ۸۲٫۹۷ کیلومتر مربع مساحت و ۵٬۹۹۶ نفر جمعیت دارد.